# راسيل توماس (لاعب كرة قدم أمريكية)
راسيل توماس (بالإنجليزية: Russ Thomas) هو لاعب كرة قدم أمريكية أمريكي، ولد في 24 يوليو 1924 في Griffithsville, West Virginia ‏ في الولايات المتحدة، وتوفي في 19 مارس 1991 في نيبلز في الولايات المتحدة.

## وصلات خارجية
- راسيل توماس على موقع مرجع كرة القدم المحترفة.كوم (الإنجليزية)
- راسيل توماس على موقع JustSportsStats.com (الإنجليزية)